# 紅磡灣中心

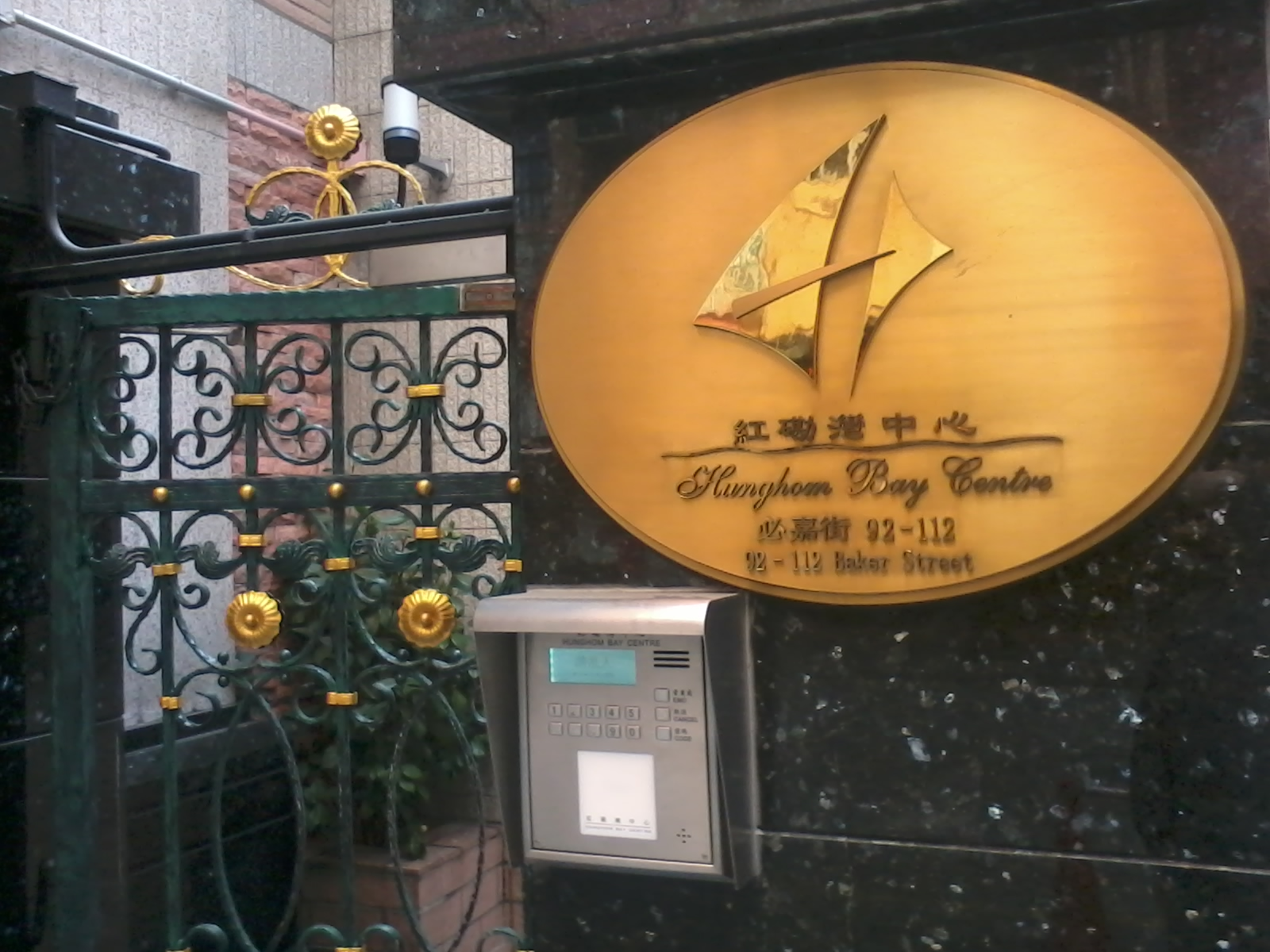
紅磡灣中心住戶出入口

紅磡灣中心（英語：Hung Hom Bay Centre）是香港的一個私人屋苑，位於九龍紅磡黃埔西南面，共有二期11座大廈，814個住宅單位，以及約7.4萬平方呎的商舖與寫字樓，並設有地庫停車場，於1979年落成入伙，由和記黃埔發展，兼任管理公司，由伍振民建築師事務所設計，紅磡灣中心項目憑其優秀建築設計而榮獲1980年香港建築師學會優異獎。它鄰近的道路有必嘉街、紅磡灣街、福至街等 。
由於紅磡灣中心落成時尚未有黃埔花園，加上兩者都是由同一公司發展，故紅磡灣中心常被視為黃埔花園「真正」的第一期或其一部份。

## 歷史
紅磡灣中心土地原為黃埔船塢一部份，毗連第一代紅磡碼頭。1970年代晚期被重新發展。該屋苑成立初期，昔日的賣點是紅磡灣和尖東的景致，加上當時附近的交通也很方便，更曾為紅磡區內最昂貴住宅樓房，並獲得1980年香港建築師學會年獎優異獎。
1988年初，紅磡碼頭為配合紅磡灣填海，曾遷址至紅磡灣中心第二期對出海面一帶為臨時碼頭。
約2002-2003年，紅磡灣中心進行翻新，以模仿西式洋樓豪宅設計。

## 商鋪
紅磡灣中心樓下設有多家商鋪，百佳超級市場也曾有在紅磡灣中心設分店，其後因黃埔花園翠楊苑的百佳超級廣場落成而結業，而原址大部分店鋪現今已改建麥當勞和屈臣氏分店，還設有多間食肆、7-11便利店、東海堂（1999年開業，2005年遷至黃埔花園一期）、大昌食品專門店（已結業）及759阿信屋等等。
匯豐銀行曾有在紅磡灣中心分行設分行，其後該分行約2015年結業，而原址部分店鋪現今已改建致富集團分行。
G座至J座地下部份、1樓及2樓全層落成初期曾經是辦公室樓層，和記黃埔曾向城規會申請改建為中小型酒店，可是被多個居民強烈反對下，有關申請已決定撤回。2015年該樓層已改建為耆樂天地安老院。

## 設施
紅磡灣中心由於佔地較小，空間有限，加上各單位之間又沒有平台連接，屋苑內的配套設備並不完善，屋苑內不設會所、球場或公園等設備。
雖然設有給住戶使用的地庫停車場，但空間只佔約全屋苑的一半，也不易擴建，故自紅磡灣填海工程和紅磡南道興建完成後，把原本行車之紅磡灣街闢為行人道路，而連接紅磡灣街的福至街而隨之變為露天停車場，該露天停車場曾提供時租服務，於2010年有關服務已取消。

## 大廈名稱
紅磡灣中心共有11座大廈，分別為A至L座（不設I座）。單位建築面積由500呎至1090呎之間，過1000平方呎大單位主要設於當年近海的A,G,H及J座；500-600平方呎的中小型單位則設於近紅磡市區的其他座數內，而各座頂層只設有2伙並附大型平台的特色單位，而且各大廈單位大小和位置都很平均。
值得一提是A座、G座至J座的每個單位都設有露台，單位愈大，露台數目就愈多，也會更大。是香港早期設有露台的少數私人住宅。
紅磡灣中心11座樓宇均採用日立提供的升降機，而辦公室樓層則採用OTIS提供的升降機。
| 期數   | 樓宇名稱          | 地址        | 落成年份 | 平均單位大小／備註 |
| ------ | ----------------- | ----------- | -------- | --- |
| 第一期 | 鴻康閣* （A座）   | 必嘉街92號  | 1979     | 又稱「鴻康大廈」 各單位建築面積全部都超過1000平方呎 |
| 第一期 | 鴻福閣（B座）     | 必嘉街94號  | 1979     | 各單位建築面積由500平方呎至600平方呎之間 |
| 第一期 | 鴻年閣（C座）     | 必嘉街96號  | 1979     | 各單位建築面積由500平方呎至600平方呎之間 |
| 第一期 | 鴻勝閣（D座）     | 必嘉街98號  | 1979     | 各單位建築面積由500平方呎至600平方呎之間 |
| 第一期 | 鴻利閣（E座）     | 必嘉街100號 | 1979     | 各單位建築面積由500平方呎至600平方呎之間 |
| 第一期 | 鴻景閣（F座）     | 必嘉街102號 | 1979     | 各單位建築面積由500平方呎至600平方呎之間 |
| 第一期 | 鴻興閣（K座）     | 必嘉街110號 | 1979     | 各單位建築面積由500平方呎至600平方呎之間 |
| 第一期 | 鴻鳴閣（L座）     | 必嘉街112號 | 1979     | 各單位建築面積由500平方呎至600平方呎之間 |
| 第二期 | 喜寶大廈* （G座） | 必嘉街104號 | 1979     | 各單位建築全部都超過1000平方呎 地下部份、1樓及2樓全層落成初期曾經是辦公室樓層，初時為和記黃埔的辦公室，後來給予智邁企業香港分公司使用，現時為耆樂天地安老院 |
| 第二期 | 喜樂大廈 *（H座） | 必嘉街106號 | 1979     | 各單位建築全部都超過1000平方呎 地下部份、1樓及2樓全層落成初期曾經是辦公室樓層，初時為和記黃埔的辦公室，後來給予智邁企業香港分公司使用，現時為耆樂天地安老院 |
| 第二期 | 黃埔大廈* （J座） | 必嘉街108號 | 1979     | 各單位建築全部都超過1000平方呎 地下部份、1樓及2樓全層落成初期曾經是辦公室樓層，初時為和記黃埔的辦公室，後來給予智邁企業香港分公司使用，現時為耆樂天地安老院 |

* 每個單位都設有露台

## 鄰近住宅
- 都會軒
- 海韻軒
- 半島豪庭
- 海濱南岸
- 蕪湖居
- 黃埔花園
- 黃埔新邨
- 城中匯
- 御悅